# 4Q127

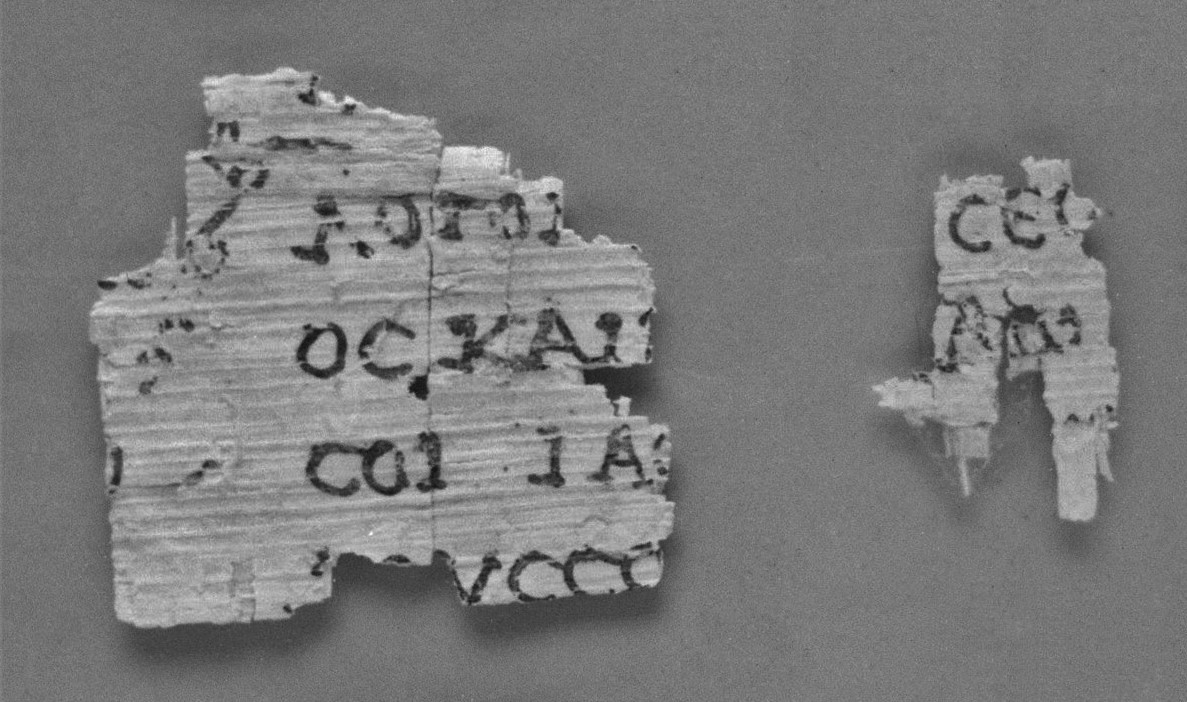
Jeden z zachowanych fragmentów rękopisu

4Q127 (według starego systemu oznaczeń 4QparaExod lub 4Qpap paraExod gr) – rękopis Septuaginty datowany na I wiek p.n.e. lub I wiek n.e., stanowiący prawdopodobnie parafrazę opisu Exodusu zawartego w Księdze Kapłańskiej. Odnaleziono go w Kumran, w grocie nr. 4. Styl pisma bardzo przypomina zwój 4Q120.
Zachowało się 10 czytelnych fragmentów oraz kolejne 68, zawierających jedynie po kilka liter każdy. Obecnie dokument przechowywany jest Muzeum Rockefellera w Jerozolimie.